# スクラップル
スクラップル（英語：Scrapple）は、豚肉の切れ端や切り屑のマッシュをコーンミールや小麦粉、蕎麦粉、香辛料と混ぜ合わせた伝統的な料理。ペンシルベニアドイツ語で「pannhaas」や「pan rabbit」としても知られる。マッシュで半個体の凝ったローフを作り、薄く切り分けた物をフライパンで焼いてから提供する。
屠殺の際に残った売り物にならない肉の切れ端は、無駄にしないためにスクラップルにされる。
スクラップルはアメリカ合衆国中部大西洋岸で知られるアメリカ料理である。メノナイトやアーミッシュを含むペンシルベニア・ダッチの民族食とされている。加工された物はチルド食品、冷凍食品の両方の冷蔵庫に入っているので、この地域の至る所のスーパーマーケットで見受けられる。

## 食材
ブタの頭部、心臓、肝臓、その他の切り取られた臓物を、骨の付いた状態で茹でて出汁を取る。調理後に骨と脂肪を取り除いて肉を取っておき、乾燥したコーンミールを出汁で煮てマッシュにする。肉を挽いて鍋に戻し、セージ、タイム、セイボリー、黒胡椒等の調味料を加える。マッシュでローフを作り、冷やして固める。食材の割合や味付けは、地域に左右される。
一部の製造業者では牛肉やシチメンチョウの臓物を食材として取り入れ、元々のブタの肝臓の伝統的な色を保つために着色をしている。
その食材の多様さから、冗談で「ブタの鳴き声以外のすべて」から作られると言われている。

## 調理

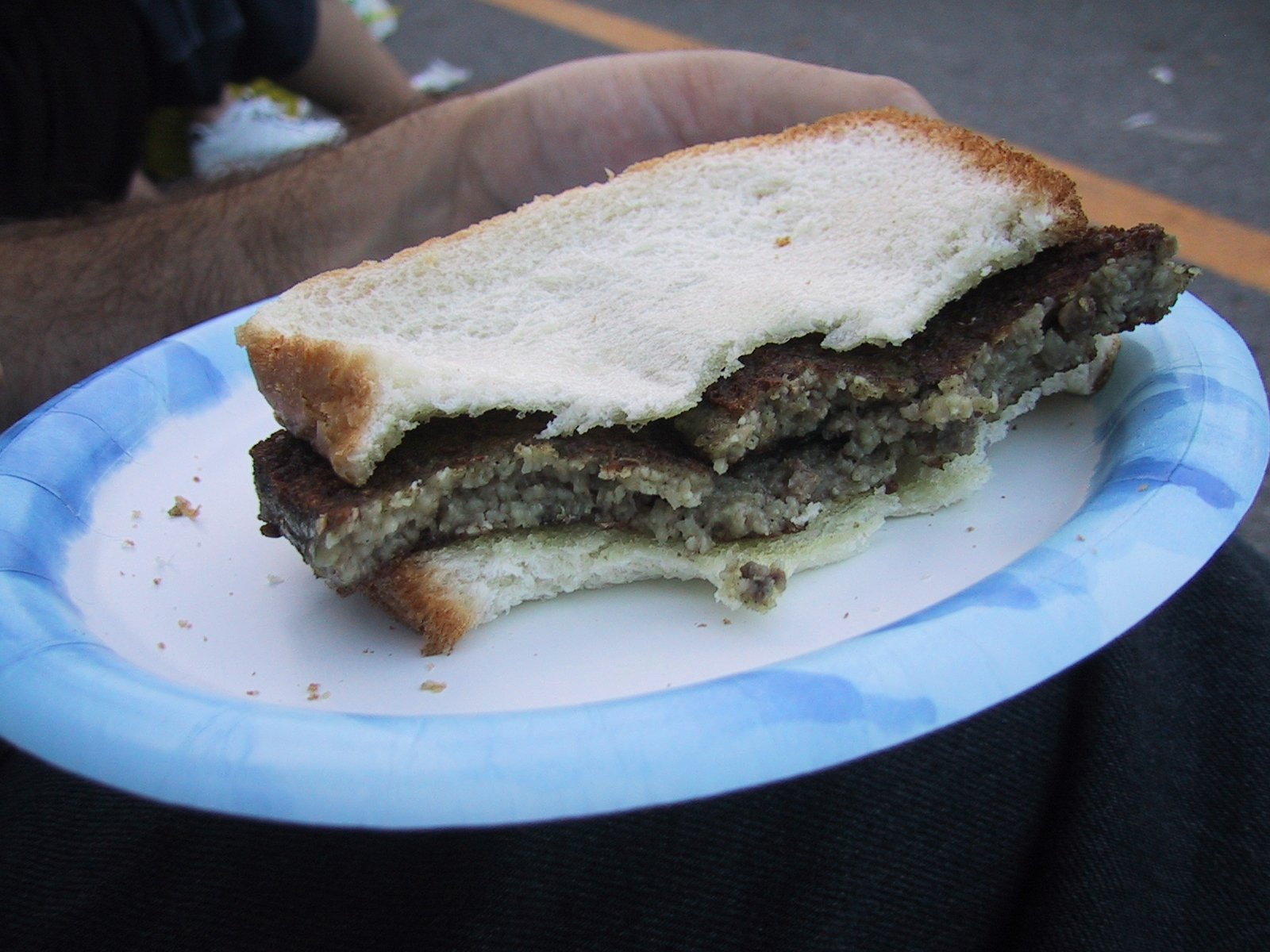
デラウェア・ステート・フェアのスクラップルサンドイッチ

通常はスクラップルを1/4インチから3/4インチに薄切りし、茶色になるまでフライパンで焼いて焦げ目を付ける。焼く前に穀粉でコーティングしたり、バターや油で揚げる場合がある。オーブンで焼くと、外側をカリカリに焼ける。
朝食の付け合わせによく食べられる。その際は、プレーンまたはアップルバター、ケチャップ、ゼリー、メープルシロップ、蜂蜜、マスタード等の甘味や塩味の付いた調味料と一緒に出される。

## 歴史と地域的人気
「scrapple」は語源学上、英語で19世紀中頃に生まれた「切れ端」を意味する「scrap」の指小形に由来すると考えられている。
アメリカでのスクラップルの発展に繋がった料理の伝統の起源は、ローマ帝国がヨーロッパを支配する前に遡る。より直接的な料理の祖先は低地ドイツ語で「panhas」と呼ばれる料理で、今でもペンシルベニア州の一部ではスクラップルを「Pannhaas」、「panhoss」、「ponhoss」、「pannhas」と呼ぶ場合がある。最初のレシピは17世紀から18世紀にフィラデルフィアやチェスター付近に定住したドイツ人の入植者が作った。その結果、スクラップルはフィラデルフィア、ピッツバーグ、ボルチモア、ワシントンD.C.、ペンシルベニア州東部、ニュージャージー州、メリーランド州、デラウェア州、ニューヨーク州南部、デルマーバ半島の周辺地域と強く結び付いている。デルマーバ半島では、その人気からデラウェア州ブリッジビルで毎年10月の第2週末に開催される「アップル・スクラップル・フェスティバル」が開催される。
フィラデルフィアでのスクラップルの2大ブランドは「Habbersett」と「Rapa」で、それぞれが市場の約半分と1/4を占めている。この内「Rapa」はボルチモア市場の約3/4を占めている。